# Joep Lange
Joseph Marie Albert „Joep” Lange (ur. 25 września 1954 w Nieuwenhagen, obecnie część Landgraaf, zm. 17 lipca 2014 koło wsi Hrabowe, Ukraina) – holenderski badacz kliniczny specjalizujący się w terapii HIV. Pełnił funkcję prezesa Międzynarodowego Towarzystwa AIDS w latach 2002–2004.
Kierował badaniami klinicznymi nad rozwojem leków w programie Światowej Organizacji Zdrowia (WHO) dotyczącym AIDS. Był członkiem Strategic and Technical Advisory Committee. Był profesorem Akademickiego Centrum Medycznego w Amsterdamie oraz dyrektorem naukowym Institute for Global Health and Development. Miał na koncie wiele publikacji naukowych w zakresie leczenia AIDS. Zginął w katastrofie lotu Malaysia Airlines 17 w dniu 17 lipca 2014 r., lecąc w charakterze delegata na 20. Międzynarodową Konferencję AIDS w Melbourne, w Australii.